# Trimeresurus sumatranus
Trimeresurus sumatranus là một loài rắn trong họ Rắn lục. Loài này được Raffles mô tả khoa học đầu tiên năm 1822.

## Hình ảnh

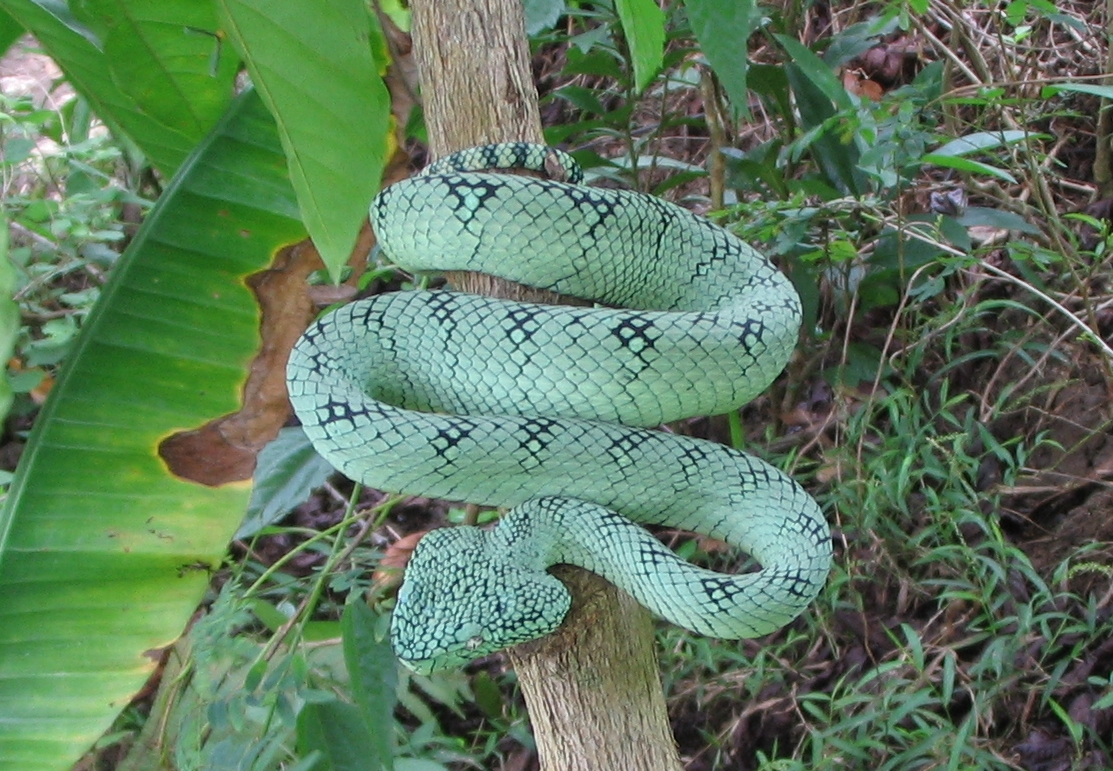
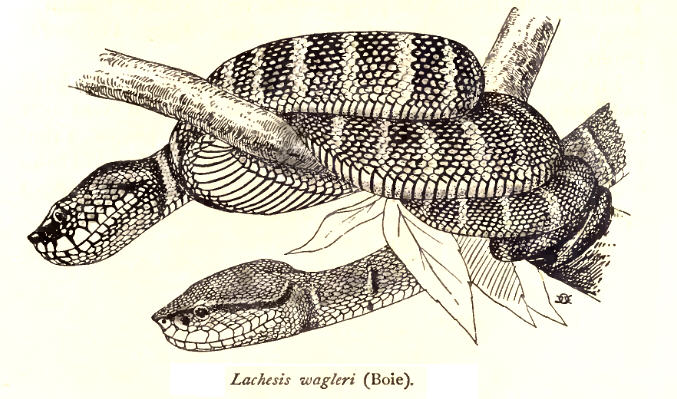
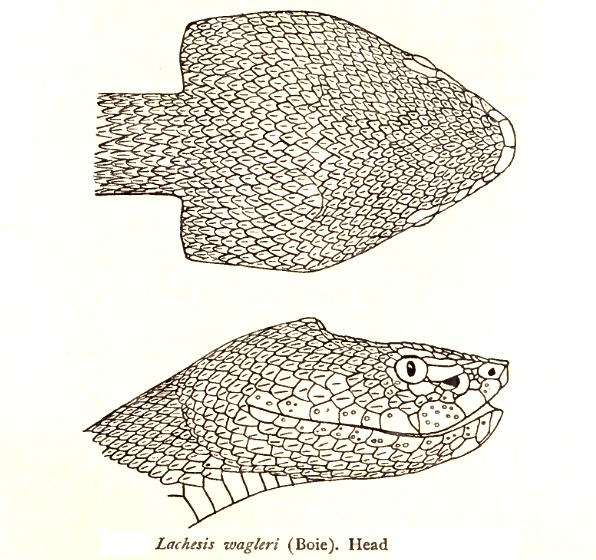
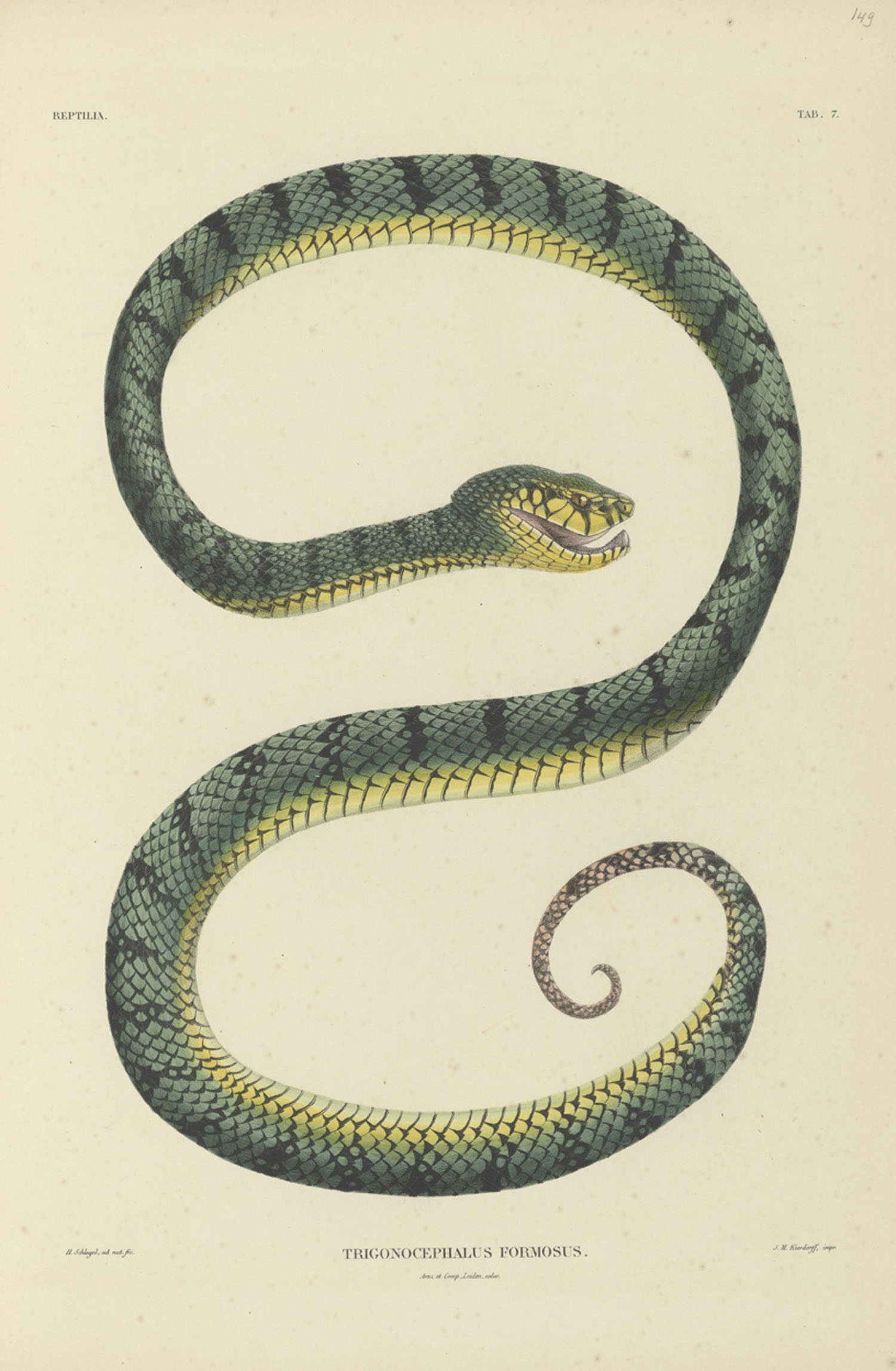